# دهستان ابرشیوه
دهستان ابرشیوه نام دهستانی در بخش مرکزی شهرستان دماوند، استان تهران در ایران است.

## جمعیت
براساس سرشماری مرکز آمار ایران در سال ۱۳۸۵، جمعیت آن ۱۰۰۵۹ نفر (۲۹۵۱ خانوار) بوده‌است.